# Jéhan Buhan
Henri Jéhan Éric Joseph Marie de Buhan (* 5. dubna 1912 – 14. září 1999 Bordeaux, Francie) byl francouzský sportovní šermíř, který se specializoval na šerm fleretem.
Francii reprezentoval ve třicátých, čtyřicátých a padesátých letech. Na olympijských hrách startoval v roce 1948 a 1952 v soutěži jednotlivců a družstev. V soutěži jednotlivců získal na olympijských hrách 1948 zlatou olympijskou medaili. V roce 1950 obsadil druhé a v roce 1951 třetí místo na mistrovství světa v soutěži jednotlivců. S francouzským družstvem fleretistů vybojoval na olympijských hrách 1948 a 1952 zlatou olympijskou medaili. V roce 1947 a 1951 vybojoval s družstvem titul mistrů světa.